# Capitoli di Yu-Gi-Oh! D Team Zexal
Questa è la lista dei capitoli del manga Yu-Gi-Oh! D Team Zexal, illustrato da Akihiro Tomonaga. La serializzazione è cominciata nel numero di aprile 2011 della rivista Saikyō Jump e si è conclusa nel numero di aprile 2014.

## Capitoli
I titoli dei capitoli sono le traduzioni letterali dell'originale giapponese, non essendo disponibile una versione ufficiale italiana.
1. L'inizio del Duel Team Zexal!! (Ｄチーム・ゼアル始動！！?, D Chīmu Zearu shidō!!)
2. Un'improvvisa inversione di magia!! (魔法で一発逆転！！?, Mahō de ippatsu gyakuten!!)
3. La trappola del contrattacco!! (逆転の罠！！?, Gyakuten no wana!!)
4. La fine di una lotta feroce!! (激闘決着！！?, Gekitō kecchaku!!)
5. Rafforzamento del deck!! (デッキ強化だぜ！！?, Dekki kyōkada ze!!)
6. Il duello con il nuovo deck!! (新デッキで決闘！！?, Shin Dekki de kettō!!)
7. Le qualificazioni al torneo dei duelli!! (決闘大会予選！！?, Kettō taikai yosen!!)
8. L'apertura del torneo dei duelli!! (デュエル大会開幕！！?, Deyueru taikai kaimaku!!)
9. Soluzione appassionata!! (熱き決着！！?, Atsuki kecchaku!!)
10. Il duello dell'orrore!? (ホラー決闘！？?, Horā kettō!?)
11. La fase finale delle qualificazioni!! (予選最終戦だ！！?, Yosen saishū-senda!!)
12. Duello! Contro Shark!! (激突！シャーク！！?, Gekitotsu! Shāku!!)
13. È Kattobing!! (かっとビングだ！！?, Kattobingu da!!)
14. Le prossime sono le attività del club!! (次は部活だぜ！！?, Tsugi wa bukatsuda ze!!)
15. Un duello galante!! (騎士道デュエル！！?, Kishidō Dyueru!!)
16. Un duello in cui fare del nostro meglio!! (全力の決闘！！?, Zenryoku no kettō!!)
17. Campione d'Asia!! (アジアチャンピオン！！?, Ajia Chanpion!!)
18. L'assalto di Occhi Galattici!! (銀河眼強襲！！?, Ginga me kyōshū!!)
19. Un test di duello!! (デュエルの課題！！?, Dyueru no kadai!!)
20. Si apre il Duel Team Carnival!! (Ｄ・Ｔ・Ｃ 開幕！！?, D.T.C kaimaku!!)
21. Un eroe malvagio!! (悪のヒーロー！！?, Aku no Hīrō!!)
22. VS, l'utilizzatore del Synchro (ＶＳシンクロ使い?, VS Shinkuro tsukai)
23. La minaccia di Hope!! (ホープの脅威！！?, Hōpu no kyōi!!)
24. Il legame del D Team!! (Ｄチームの絆！！?, D Chīmu no kizuna!!)